# Shane Jones
Pour les articles homonymes, voir Jones.
Shane Jones, né le 22 février 1980 à Albany dans l'État de New York, est un romancier, nouvelliste et poète. Il est surtout connu pour son premier roman Je suis Février publié en 2009 aux États-Unis sous le titre Light Boxes. 
En 2009, Jones a vendu l'option film pour ce premier roman, Je suis Février, à Spike Jonze. Toutefois, Spike Jonze en juin 2010, Jones a déclaré l'option film avait été abandonnée.
Le livre a été publié à l'origine en une petite série de 600 exemplaires par les éditions Publishing Genius de Baltimore. Le milieu littéraire underground a travaillé deux fois plus pour promouvoir le livre lorsque Penguin Books a repris les droits puis l'a vendu à des maisons d'édition à travers l'Europe.